# Société des casinos du Québec
 (juillet 2021).
La Société des casinos du Québec est une filiale de la société d'état québécoise Loto-Québec (Canada).  Elle a pour mandat de faire la gestion des quatre casinos du Québec, le Casino de Montréal, le Casino de Charlevoix, le Casino du Lac-Leamy et le Casino de Mont-Tremblant.

## Historique
En décembre 1992, le Conseil des ministres approuve le principe de mise en place de deux casinos d'État et autorise l'implantation des deux premiers casinos au Québec : l'un sur l'Île Notre-Dame, à Montréal, et l'autre à Pointe-au-Pic, dans la région de Charlevoix.
La création et la gestion des casinos d'État sont confiées à Loto-Québec, qui crée alors trois filiales : la Société des casinos du Québec inc., chargée de l'implantation et de l'exploitation des casinos, Resto-Casino, dont le mandat consiste à exploiter les restaurants et les bars des casinos, et Casiloc, chargée de l'acquisition, de la construction et de la gestion des équipements.
Le Casino de Montréal a été inauguré le 9 octobre 1993, dans l'édifice qui abritait le Pavillon de la France pendant l'Exposition universelle de 1967.
En 1994, le Casino de Charlevoix ouvre ses portes dans l'ancien théâtre d'été du Manoir Richelieu, à Pointe-au-Pic.
Le Casino du Lac-Leamy est le premier casino construit de toutes pièces. Il est inauguré le 24 mars 1996.
Le Casino de Mont-Tremblant fut inauguré le 24 juin 2009.
Les quatre casinos du Québec accueillent aujourd'hui quelque 10,5 millions de visiteurs par année.

## Mandat
La Société des casinos du Québec inc. a pour mandat de procéder à l'implantation de casinos au Québec et d'en assurer la gestion.

## Retombées économiques
- Plus de 6 000 emplois directs créés
- Près de 11 millions de visites (incluant toutes les visites, touristiques et non touristiques) par année
- Près de 2,5 millions de visites effectuées chaque année par des personnes demeurant à l'extérieur du Québec
- Un chiffre d'affaires de 758,5 millions de dollars en 2005-2006
- Un bénéfice net de près de 256 millions de dollars en 2005-2006

En 2005-2006, les casinos du Québec ont généré 758,5 millions de dollars de revenus de jeu, dont 22 % provenaient de leur clientèle hors Québec ; cette clientèle touristique a par ailleurs généré des retombées économiques évaluées à 66 millions de dollars en dépenses directes autres que le jeu.
Le chiffre d'affaires de Resto-Casino inc. a été de plus de 100,9 millions de dollars en 2006.

## Sources
1. ↑  (fr) [PDF] Loto-Québec. 2006.  Divertir: au profit de la collectivité. Rapport annuel 2006. Loto-Québec: Montréal.